# Manuel Sáenz Díez y García Pinillos
Manuel Sáenz Díez y García Pinillos (Madrid, 10 de febrer de 1824 - Leganés, 16 d'agost de 1893) fou un científic espanyol, acadèmic de la Reial Acadèmia de Ciències Exactes, Físiques i Naturals.
Es llicencià en medicina i cirurgia i es doctorà en ciències físiques i matemàtiques. Va obtenir la càtedra de química orgànica de la Universitat Central de Madrid. En 1882 la Direcció General de Duanes li encarregà a ell i a Magí Bonet i Bonfill que proposessin un mètode que servís per reconèixer fàcilment en les duanes la presència de fucsina als vins, una substància utilitzada com a colorant però que contenia impureses d'arsènic i era tòxica. Fou vocal del Reial Consell d'Agricultura, Indústria i Comerç.
En 1880 fou elegit acadèmic de la Reial Acadèmia de Ciències Exactes, Físiques i Naturals, de la que en va prendre possessió en 1883 amb el discurs La Química en los tiempos modernos.